# Brión (Venezuela)
Brión is een gemeente in de Venezolaanse staat Miranda. De gemeente telt 63.000 inwoners. De hoofdplaats is Higuerote.